# Индигирка (пароход)

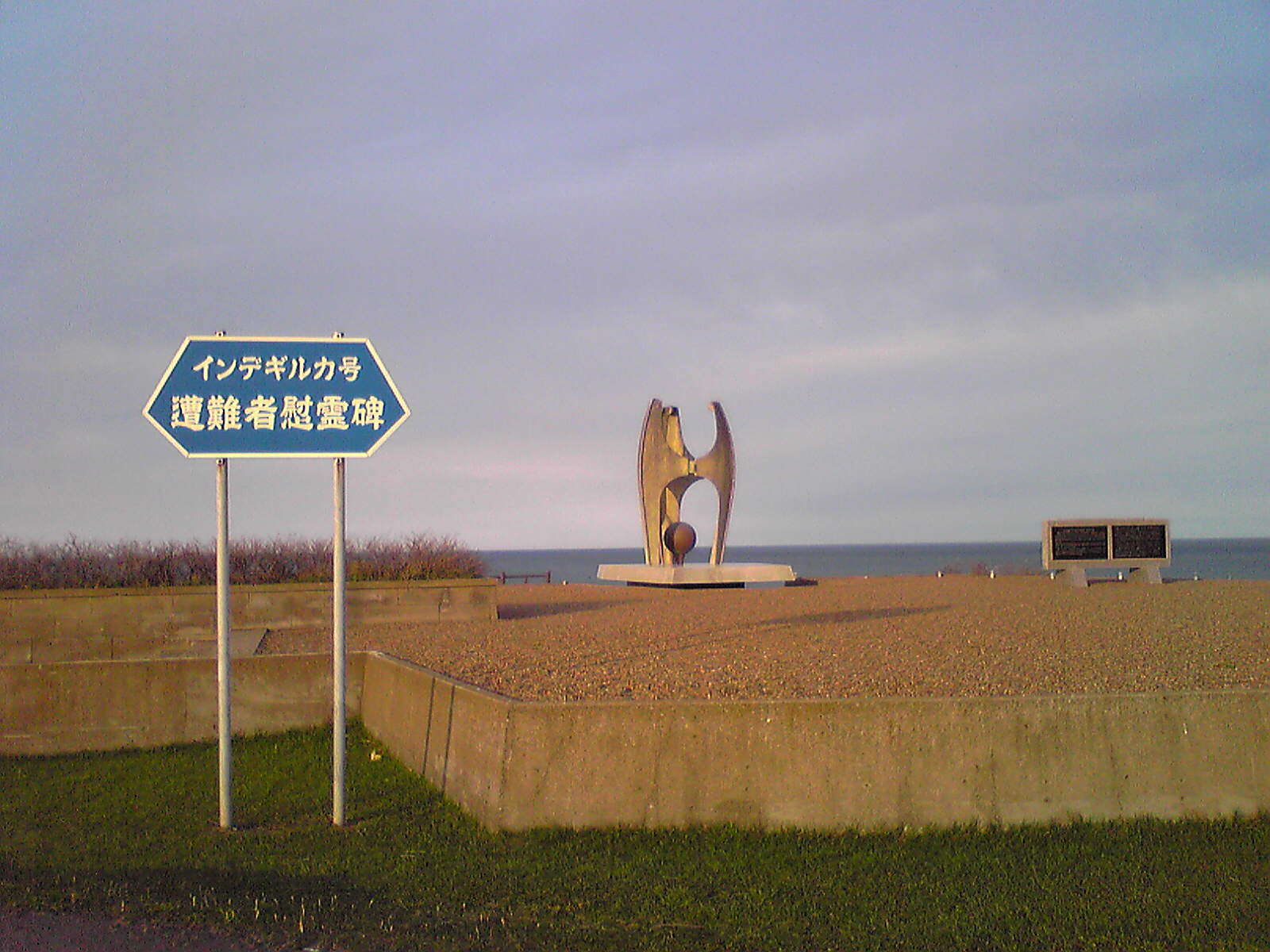
Памятник погибшим при крушении парохода на острове Хоккайдо в Японии

«Индиги́рка» — советский пароход, использовался в системе ГУЛаг, перевозил грузы и пассажиров, в том числе  заключённых и освободившихся после отбывания наказания. Потерпел крушение у берегов Японии 12 декабря 1939 года, в результате которого погибли 745 человек, что стало одной из крупнейших катастроф в истории мореплавания (16-я в XX веке).

## О пароходе
Построен в 1919 году на верфи порта Манитовок в штате Висконсин как «Лейк Галва», служил под именами «Рипон», «Малсах» и «Коммерческий квакер» в период с 1920 по 1938 год.
В 1938 году был приобретён у США, переименован в «Индигирка» и в августе, после почти месячного перехода по морю, впервые пришвартовался в бухте Нагаева. За навигацию 1939 года «Индигирка» перевезла из Магадана во Владивосток и обратно всего 16392 тонны грузов и 580 пассажиров.

## Крушение
12 декабря 1939 года в сильный шторм в Японском море потерпел катастрофу у берегов Японии. В тот момент на пароходе было 1173 человека, включая 39 членов экипажа. В их число входили также 835 отбывших свой срок заключённых, 50 этапируемых на пересмотр дел, 10 конвоиров, остальные — вольные дальстроевцы-отпускники и полностью отработавшие срок найма, а также члены их семей, в том числе дети, младшему из которых был один месяц.
При переходе через пролив Лаперуза, когда сила ветра составляла 9 баллов, капитан перепутал советский и японский маяки и судно налетело на подводные скалы у берегов острова Хоккайдо. «Индигирка» получила несколько ударов о подводные камни, судно начало крениться.  Началась паника, бывшие заключенные начали грабить пассажиров. Когда судно накренилось на 70 градусов, то сильными  накатами волн были смыты группы людей, находившихся  на верхней палубе.
13 декабря в полдень к завалившейся на правый борт «Индигирке» подошел японский пароход «Карафуто-Мару». Они сняли оставшихся в живых пассажиров и матросов. Однако в трюмах еще оставались люди (около двухсот человек, в том числе женщины и дети), которые не могли выбраться наверх – люки были затоплены водой. Только 16 декабря борта судна начали резать автогеном, но вскрыли не все трюмы, в результате чего спасли только 27 человек.
В результате крушения, согласно материалам уголовного дела, возбуждённого в 1940 году, погибло 745 человек (в том числе 4 члена экипажа). В основном это были бывшие заключённые магаданских лагерей, отбывшие свои сроки и направлявшиеся во Владивосток.
За преступную халатность, повлекшую массовую гибель людей, судили четырех должностных лиц — капитана судна Н. Л. Лапшина приговорили к расстрелу, второй помощник капитана В. Л. Песковского - приговорён к 8 годам заключения, старший помощник капитана Т. М. Крищенко - приговорён к 5 годам заключения. Начальник конвоя И. П.  Копичинский приговорён к 10 годам заключения.
По числу людских жертв «Индигирка» входит в список крупнейших морских трагедий. Позднее пресса всего мира назвала его «советским „Титаником“».
Старший научный сотрудник лаборатории истории и археологии Северо-Восточного комплексного научно-исследовательского института Дальневосточного отделения Российской академии наук (Магадан) Александр Козлов рассказывает:
Пароход «Индигирка», совершавший очередной рейс из бухты Нагаева (Магадан) во Владивосток, попал в жесточайший шторм, сошел с курса, потерял ориентировку и потерпел катастрофу у берегов Японии. Японские рыбаки сообщили о трагедии по инстанциям, похоронили погибших на берегу, у посёлка Сарафуцу, и позднее, 12 октября 1971 года, открыли здесь памятник, построенный на деньги простых японцев.
В СССР катастрофа стала широко известной лишь через 50 лет. По предположению А. Козлова, так как трагедия произошла вскоре после вооружённого конфликта советских и японских войск у реки Халхин-Гол, власти посчитали недопустимым сообщать о милосердии и человечности, проявленных «врагом».
«Индигирка» покоится на морском дне. Имена многих погибших до сих пор не известны. Памятник у японского поселка Саруфуцу — безымянным жертвам.

## Интересные факты
В конце 1939 года Сергей Павлович Королёв должен был быть направлен этапом с колымского прииска Мальдяк в распоряжение Владлага (и потом в Москву на пересмотр дела). Но по каким-то причинам он остался в Магадане до конца декабря, опоздав на последний рейс парохода «Индигирка», что спасло его от возможной гибели.